# Mad Mix Game
Mad Mix Game es un videojuego arcade de la compañía española de videojuegos Topo Soft de 1988 para los ordenadores de 8 bits Sinclair ZX Spectrum, MSX, Amstrad CPC y Commodore 64 y para 16 bits PC, Atari ST (versión inglesa sólo).

## Trama y estructura
El juego es un Pac-Man clásico con muchos nuevos mapas, personajes, items y situaciones. El personaje principal MAD tiene que ir comiéndose todos los cocos (bolitas) que aparecen en el mapeado a lo largo de 15 pantallas laberínticas distintas, intentando no ser alcanzado por los siguientes personajes:
- Pelmazoide: Son los clásicos fantasmas de un Pac-Man, mortales al contacto.
- Maricoco: Es una mariquita que no hace daño a MAD, pero que va reponiendo los cocos que se come, complicando el juego.
- Repugnantoso: Es una criatura, como su propio nombre indica, de aspecto repugnante, que es invulnerable a MAD mosqueado y que va pisando los cocos hundiéndolos en el suelo e impidiendo comerlos. Sólo Hipodoso o un disparo de la coconave o el cocotanque pueden destruirle.

MAD se encontrará a lo largo del juego con distintos objetos:
- Mosqueado: Hace que MAD pueda comerse a los fantasmas y maricocos, haciéndolo invulnerable a repugnantoso.
- Hipopodoso: Convierte a MAD en un hipopótamo que no podrá comer los cocos, pero podrá destruir a todos los enemigos.
- Excavófono: Dota a MAD de una excavadora para levantar los cocos hundidos por Repugnantoso. Con ella no podrá usar los demás objetos hasta que la deje en el punto donde la cogió, donde aparecerá un icono con la cara de MAD.
- Coconave: Al entrar en una pista horizontal, se convertirá en una nave espacial que puede moverse a voluntad a izquierda o derecha, y que puede disparar, pero solo hacia arriba.
- Cocotanque: Al entrar en una pista vertical por la parte superior, se convertirá en un tanque que podrá disparar hacia la izquierda o la derecha a voluntad, pero que no puede controlar el movimiento, que se producirá de arriba abajo automáticamente hasta salir de la pista por la parte inferior.
- Trampillas: Son puertas giratorias que al pasar a través de ellas por el lado abierto, cierran el camino a posibles persecuciones de enemigos al girar y cerrarse por el lado que abandonamos, pero que si las encontramos por el lado cerrado son muros infranqueables que pueden convertirse en una trampa mortal.
- Autococos: Son unos cocos especiales marcados con una flecha que al comerlos nos obligarán a movernos en la dirección que marca la flecha. Suelen estar dispuestos formando caminos predefinidos en los que al entrar nos obliga a recorrer hasta que salgamos del rastro de autococos. Pueden ser mortales si un enemigo se cruza por el camino mientras estamos siguiéndolo.

La versión PC usa la segunda paleta de la CGA.
Pepsi eligió para una campaña promocional este videojuego llamándole The Pepsi Challenge. Al juego original se le elimina la primera fase (que es común con Pac-Man, para evitar problemas legales), y MAD en lugar de comer cocos los pisa. Se añade una conversión a Atari ST que es la que tiene mejor acabado gráfico. Es distribuida bajo el sello de U.S. Gold.
Además existe un remake para PC y GP2X. El 5 de enero de 2025 Enrique G. Gálvez presentó su adaptación para Amstrad PCW y PCW Plus, la cual incluye tres modos gráficos (2, 4 y 16 colores), sonido DK Sound y soporte pata joystick.

## Autores
- Programa: Rafael Gómez, Jesús Medina (C64), Salvador Casamiquela (Atari ST)
- Gráficos: Roberto Potenciano Acebes
- Música: César Astudillo (Gominolas)
- Portada: Alfonso Azpiri